# 빅마마
빅마마(영어: Big Mama)는 대한민국에서 활동 중인 4인조 여성 보컬 그룹이다. 멤버는 신연아, 이지영, 이영현, 박민혜로 이루어져 있다.

## 경력
M.boat & YG에서 성공적인 데뷔를 하고 외모지상주의를 탈피하여 스포트라이트를 받았다. 1집 《Like a Bible》는 발표 직후 날개 돋힌 듯 음반이 팔려나가 총 음반 판매량 약 44만장 집계되었으며, 일본 진출도 하였다. 2004년 11월 빅마마 2집이 발표될 예정이었으나 멤버들이 앨범에 부족함을 느껴 모두 폐기처분을 하고 난산 끝에 2년 만에 2집 《It's unique》을 내놓았다. 
2집 역시나 20만장이 넘는 앨범 판매량을 자랑하며 가요계의 큰 엄마로 확고한 자리를 다졌다. YG에서의 마지막 앨범인 3집 《For The People》은 1, 2집 보다는 조금 가벼운 느낌의 곡들로 선별하였으며, 2집 때 탈락되었던 곡들을 다시 손을 보아서 앨범에 실었다. 3집 활동을 마친 후 YG와 이별을 하고, 만월당으로 소속사를 옮겨, 4집 《Blossom》을 발표하여 '배반'이라는 곡으로 제2의 전성기를 맞이하게 되었다. 
4집 활동을 마친 후 2008년 가을에 5집이 발표될 예정이었지만 소속사와의 갈등으로 미뤄지다가 2010년 소속사를 태일런스미디어로 옮겨 5집 《5》를 발표하게 되었다. 2012년에 [서랍정리]를 마지막으로 각자의 음악활동을 전개하였다. 
이후 2015년 10월 31일 오랜만에 완전체로의 회동을 하였고(일정이 맞지 않아 2016년 복귀는 무산), 몇 년 뒤인 2021년 6월에 디지털싱글 '하루만 더'를 통해 완전체로 9년 만에 복귀하였다. 이후 9월 6일 '또 다른 나'(경찰수업OST) 싱글을 발표하며 바쁜 시기를 보내고 있다.
2022년 2월 10일에 정규앨범 6집 'Born'(本)을 발매하였다. 이전의 빅마마 앨범은 2010년 3월 23일에 발매된 '5' 앨범으로, 무려 12년 만의 일이다. 타이틀 곡으로 2번 '아무렇지 않은 척'을 선정하였다.

## 음반 목록

### 정규
1. 《Like The Bible》 (2003년 2월 6일)
2. 《It's Unique》 (2005년 5월 18일)
3. 《For The People》 (2006년 10월 13일)
4. 《Blossom》 (2007년 10월 2일)
5. 《5》 (2010년 3월 23일)
6. 《'Born'(本)》 (2022년 2월 10일)

### 캐롤
1. 《Big Mama`s Gift》(2006년 11월 24일)
2. 《For the Christmas》(2007년 11월 9일)

### 싱글
1. 《단비＊Danbi》(2008년 1월 10일)
2. 《네 꿈은 뭐니? OST》(2008년 1월 16일)
3. 《Happy Birthday To You 》(2008년 7월 30일)
4. 《천만번 사랑해 OST Part.3》(2010년 1월 22일) - 신연아, 박민혜
5. 《하루만》(2010년 2월 22일)
6. 《절대》(2010년 7월 13일)
7. 《서랍정리》(2012년 12월 27일)
8. 《하루만 더》(2021년 6월 24일)
9. 《또 다른 나》 (2021년 9월 6일)

## 수상 경력

### 시상식
- 2003년 SBS 가요대전 신인상
- 2003년 MBC 10대 가수 가요제 10대 가수
- 2003년 Mnet KM 뮤직비디오 페스티벌 그룹부문 신인상, 최우수 작품상
- 2003년 제18회 골든디스크 시상식 여자 신인상, 뮤직비디오 작품상
- 2003년 KMTV 코리안 뮤직 어워드 그룹부문 신인상
- 2003년 제14회 서울가요대상 그룹부문 신인상
- 2004년 제1회 한국대중음악상 그룹부문 올해의 가수상
- 2005년 KBS 가요대상 올해의 가수상
- 2006년 제18회 한국방송프로듀서상 가수상